# Amúsia

Imatges per ressonància magnètica de l’afectació cerebral a l’hemisferi dret i la generació d’amúsia segons l’impacte en l'àrea auditiva primària.

L'amúsia o afàsia musical és un terme genèric en psicologia que descriu patologies clíniques humanes que impliquen la pèrdua de capacitat per reconèixer o reproduir sons musicals. La característica principal dels desordres de l’amúsia és que estan ben definits i no poden ser circumscrits com a resultat d’una davallada de les facultats mentals tal com s'observa en la demència, la psicosi o d'altres malaties de discapacitat intel·lectual.
També és considerada un tipus de agnòsia auditiva.

## Context i detecció
S'ha comprovat que la percepció musical està lateralitzada a l'hemisferi dret del cervell, de manera que la superioritat de l’orella esquerra envia la informació al costat dret cerebral. Nogensmenys, el processament de la música com un aprenentatge lingüístic podria dependre de l’hemisferi esquerra.
Des de l’any 1987, el sistema més habitual emprat per a la detecció de l’amúsia és la bateria Montreal d’evaluació d’amúsia (MBEA), que permet analitzar el progrés en un sol pacient al llarg del temps i comparar-lo amb d'altres afectats.